# Quetta (Trentino)
Quetta (Nones: Chèta) ist eine Fraktion der italienischen Gemeinde (comune) Campodenno in der Provinz Trient, Region Trentino-Südtirol.

## Geografie
Der Ort liegt im unteren Nonstal auf der orographisch rechten Seite des Noce, etwa 28 Kilometer nordwestlich der Provinzhauptstadt Trient auf einer von Apfelplantagen gekennzeichneten Hochebene auf 457 m s.l.m. Nachbarorte sind Campodenno im Westen, Termon im Nordwesten, Dercolo im Süden und Denno im Norden.

## Geschichte
Das Dorf war Stammsitz der alten, dem Historiker Karl Ausserer zufolge, seit dem 13. Jahrhundert nachweisbaren bischöflichen Vasallenfamilie de Liliis von Quetta. Der Zehnten von Quetta besaß zunächst Walter von Flavon und seine Schwester Johanna, Ehefrau Gotthard von Metz, welcher nach den Aussterben dieser Herren, aus der Familie des Nikolaus von Altspaur, dessen Nachkommen nach Flavon gezogen waren, an die von Metz gefallen war. 1454 veräußerte Johann von Metz die Liegenschaften an die Liliis von Quetta. Letztere Familie erhielt 1498 dort auch die Lehen der erloschenen Familie Gottrossi. Am 24. Januar 1483 erhob der Bischof von Trient Petrus de Ziliis de Quetta und seine Brüder Matthäus und Christoph in den erblichen Adelsstand.
Quetta war bis 1928 eine eigenständige Gemeinde und wurde im Zuge der faschistischen Gemeindereform nach Denno eingemeindet. Die Katastralgemeinde Quetta besteht noch.

## Sehenswürdigkeiten

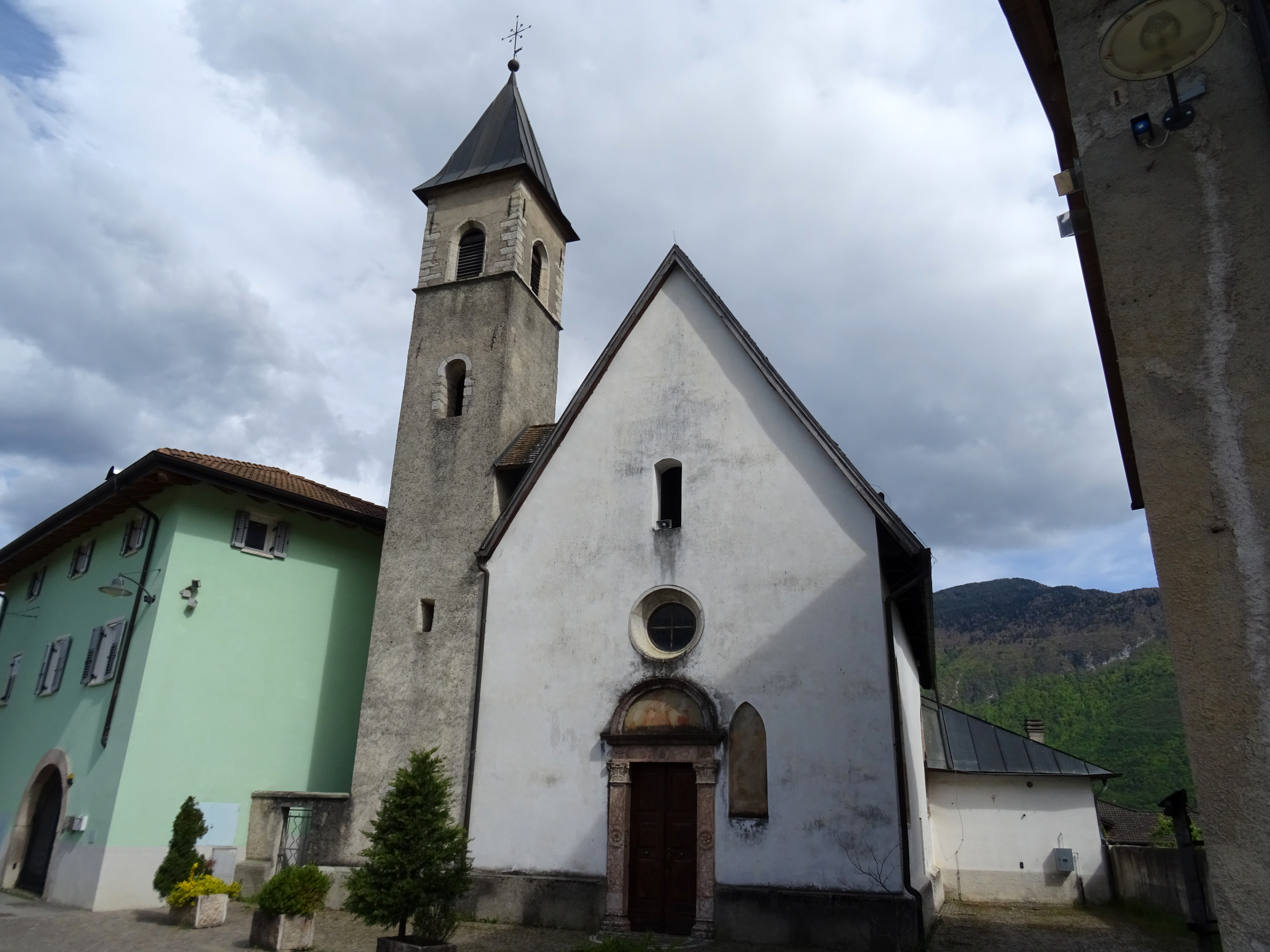
Kirche di Sant’Egidio

- Kirche di Sant’Egidio